# ديتريش غروين
ديتريش غروين (بالألمانية: Dietrich Gruen)‏ هو ساعاتي وشخصية أعمال ألماني، ولد في 22 فبراير 1847 في أوستهوفن في ألمانيا، وتوفي في 10 أبريل 1911 في إيطاليا.